# Cycloptilum epimonon
Cycloptilum epimonon är en insektsart som beskrevs av Otte, D. och Perez-gelabert 2009. Cycloptilum epimonon ingår i släktet Cycloptilum och familjen Mogoplistidae. Inga underarter finns listade i Catalogue of Life.